# Свободный Таджикистан
Па́ртия «Свобо́дный Таджикиста́н» (тадж. Ҳизби «Тоҷикистони Озод»; узб. «Озод Тожикистон» партияси) — не зарегистрированная проузбекская оппозиционная политическая партия в Таджикистане, основанная в конце 1998 года в Узбекистане мятежным полковником таджикской армии Махмудом Худойбердыевым, который вместе с примкнувшими к нему бойцами был вынужден укрываться на территории Узбекистана в результате безуспешных мятежей на территории Таджикистана во время и после гражданской войны в Таджикистане. В январе 2007 года власти Таджикистана официально признали партию «Свободный Таджикистан» террористической организацией и запретили ее деятельность на территории Таджикистана, а власти Узбекистана никак не реагировали и не комментировали о существовании такой партии на своей территории. 
Костяк партии составляли укрывшиеся в Узбекистане бывшие солдаты таджикской армии, большинство которых являлись этническими узбеками, как и их лидер Махмуд Худойбердыев, у которого отец был узбеком, а мать таджичкой. Партия выступала за свержение власти в Таджикистане во главе с Эмомали Рахмоновым, за союзнические отношения Таджикистана с Узбекистаном, но в то время отношения между двумя соседними государствами носили фактически характер холодной войны с взаимным жестким визовым режимом, минированием Узбекистаном приграничной территории с Таджикистаном, экономической и энергетической блокадой Таджикистана со стороны Узбекистана, и двусторонними шпионскими скандалами. В настоящее время нет никаких данных о деятельности этой партии, о количестве членов. В феврале 2020 года выяснилось, что на территории Узбекистана остаются бывшие бойцы Махмуда Худойбердыева вместе с семьями, свыше 50 семей общей численностью свыше 100 человек, которые до сих пор не получили гражданство Узбекистана, а сам Махмуд Худойбердыев несмотря на слухи жив, и живет в Узбекистане.  